# Municipio de Osage (Illinois)
El municipio de Osage (en inglés: Osage Township) es un municipio ubicado en el condado de LaSalle en el estado estadounidense de Illinois. En el año 2010 tenía una población de 279 habitantes y una densidad poblacional de 2,81 personas por km².

## Geografía
El municipio de Osage se encuentra ubicado en las coordenadas 41°3′36″N 88°59′21″O / 41.06000, -88.98917. Según la Oficina del Censo de los Estados Unidos, el municipio tiene una superficie total de 99.18 km², de la cual 99,18 km² corresponden a tierra firme y (0 %) 0 km² es agua.

## Demografía
Según el censo de 2010, había 279 personas residiendo en el municipio de Osage. La densidad de población era de 2,81 hab./km². De los 279 habitantes, el municipio de Osage estaba compuesto por el 96,77 % blancos, el 0,36 % eran afroamericanos, el 1,08 % eran asiáticos, el 1,43 % eran de otras razas y el 0,36 % eran de una mezcla de razas. Del total de la población el 3,23 % eran hispanos o latinos de cualquier raza.